# Shangfeng, Anhui
Shangfeng (kinesiska: 上丰) är en socken i östra Kina. Den ligger i She härad i staden Huangshan i provinsen Anhui, omkring 230 kilometer sydost om provinshuvudstaden Hefei. Antalet invånare är 10 936. Befolkningen består av 5 291 kvinnor och 5 645 män. Barn under 15 år utgör 13,0 %, vuxna 15-64 år 74 %, och äldre över 65 år 11,0 %.